# Wulf H. Bergner
Wulf Helmut Bergner (auch als Wulf Bergner, geboren am 18. September 1939 in Dresden) ist ein deutscher Übersetzer und Herausgeber. Mit nahezu 600 übersetzten Titeln ist er einer der produktivsten deutschen Übersetzer.

## Leben
Nach einem Studium in München, das Bergner 1965 mit der Staatlichen Prüfung für Übersetzer und Dolmetscher abschloss, begann er ab 1964 für die Verlage Heyne und Moewig Science-Fiction zu übersetzen. Neben diesem Genre übersetzte Bergner auch Werke aus dem Bereich Horror (zum Beispiel Stephen Kings Der Dunkle Turm), Krimis sowie Sachbücher. Außerdem war er nach Charlotte Winheller und Walter Ernsting Herausgeber und Übersetzer der Bände 15 bis 42 der im Heyne Verlag erscheinenden Anthologienreihe The Magazine of Fantasy & Science Fiction.
Wulf Bergner ist Ballonfahrer und lebt in Fürstenfeldbruck.

## Bibliografie

### Einzeltitel (Auswahl)
- Brian Wilson Aldiss: Fahrt ohne Ende. München 1970.
- Brian Wilson Aldiss: Der Sternenschwarm. München 1968.
- Oliver E. Allen: Die ersten Fluggesellschaften. Amsterdam 1981.
- John R. L. Anderson: Hummern und Harpunen. München 1976.
- Poul Anderson: Aus den Chroniken der Polesotechnischen Liga 2. Die Friedensstifter. Bergisch Gladbach 1983.
- Poul Anderson: Die Macht des Geistes. München 1967.
- Poul Anderson: Die unsichtbare Sonne. München 1967.
- William Arden: Schräge Schatten. München 1976.
- John Armour: Der Stadionmörder. München 1974.
- Isaac Asimov: Alle Wege führen nach Trantor. München 1966.
- Isaac Asimov: Der galaktische General. München 1966.
- Isaac Asimov: Der Tausendjahresplan. München 1966.
- Isaac Asimov: 10 SF-Kriminalgeschichten. München 1969.
- Michael Avallone: Und sie kennen kein Erbarmen. München 1968.
- Ivon Baker: Mörder mit Gebrauchsanweisung. München 1971.
- Brian N. Ball: Zeitpunkt Null. München 1973.
- John Barron: KGB. Bern [u. a.] 1974.
- John Barron: Spione für den KGB. Bern u. a. 1988.
- T. J. Bass: Die Ameisenkultur. München 1972.
- William Bayer: Unternehmen Felsendom. München 1988.
- George Beare: Die teuerste Rose. München 1979.
- Nathaniel Benchley: Der Mond des Jägers. München 1974.
- Benjamin Benson: Dame mit Vergangenheit. München 1970.
- Benjamin Benson: Der Speck in der Falle. München 1970.
- Richard Townshend Bickers: Futter für den Hai. München 1969.
- Joan Blair: Rückkehr vom River Kwai. München 1981.
- James Blish: Der Psi-Mann. München 1969.
- Thomas H. Block: Airship. München 1986.
- Thomas H. Block: Flyjack. München 1987.
- Thomas H. Block/Nelson DeMille: Mayday. Bern u. a. 1981.
- Thomas H. Block: Orbit. München 1985.
- Miriam Borgenicht: Fahr nicht über meine Leiche. München 1974.
- Douglas Botting: Europa nach dem Krieg. Amsterdam 1983.
- Douglas Botting: Die Luftschiffe. Amsterdam 1982.
- Gordon Brodie: Sagte jemand Diamanten?. München 1971.
- Dale Brown: Feuerflug. München 2003.
- Dale Brown: Feuerstoß. München 2006.
- Dale Brown: Flug in die Nacht. München 1994.
- Dale Brown: Lautlose Jagd. München 2002.
- Dale Brown: Mann gegen Mann. München 2003.
- Dale Brown: Nachtflug zur Hölle. München 1996.
- Dale Brown: Phantomjäger. München 2004.
- Dale Brown: Der Schattenpilot. München 2001.
- Dale Brown: Die silberne Festung. München 1990.
- Dale Brown: Stählerne Jäger. München 2002.
- Dale Brown: Stählerne Schatten. München 1998.
- Dale Brown: Der Tag des Falken. München 1992.
- Dale Brown: Vergeltungsschlag. München 2006.
- Fredric Brown: Der Unheimliche aus dem All. München 1965.
- Sandra Brown: Blindes Vertrauen. München 1998.
- Sandra Brown: Im Haus meines Feindes. München 1999.
- Gerald A. Browne: Im Bann des grünen Feuers. Bayreuth 1979.
- John Bruce: Der Sturz. München 1980.
- John Brunner: Spion aus der Zukunft. München 1969.
- John Brunner: Die Wächter der Sternstation. München 1965.
- Algis Budrys: Projekt Luna. München 1965.
- Kenneth Bulmer: Kontrollstation Altimus. München 1973.
- Jonathan F. Burke: West Side Hotel. München 1976.
- Robin Cade: Der schwimmende Vulkan. München 1976.
- Martin Caidin: Alarm in der Tiefsee. München 1968.
- Martin Caidin: Der große Computer. München 1969.
- Victor Canning: Das Haus zu den sieben Fliegen. München 1969.
- Elliott Cannon: Riskante Sache. München 1976.
- Benjamin Capps: Die Indianer. Amsterdam 1978.
- James Carroll: Rochade. München 1983.
- James Carroll: Rote Madonna. München 1986.
- John Paddy Carstairs: MP in zarten Fingern. München 1971.
- William J. Caunitz: Renegade Zero. München 1988.
- William J. Caunitz: Verdammte Stadt. München 1987.
- John Newton Chance: Die Leitung ist unterbrochen. München 1973.
- John Newton Chance: Letzter Zug in die Hölle. München 1973.
- John Newton Chance: Wenn die Toten sprechen. München 1973.
- Louis Charbonneau: Poker mit gezinkten Karten. München 1971.
- Jack Chen: Chinas rote Garden. Stuttgart 1977.
- Lee Child: Die Abschussliste. München 2006.
- Lee Child: 61 Stunden. München 2013.
- Lee Child: In letzter Sekunde. München 2003.
- Lee Child: Der Janusmann. München 2005.
- Lee Child: Outlaw. München 2013.
- Lee Child: Sein wahres Gesicht. München 2002.
- Lee Child: Sniper. München 2008.
- Lee Child: Tödliche Absicht. München 2003.
- Lee Child: Trouble. München 2010.
- Lee Child: Underground. München 2012.
- Lee Child: Way out. München 2009.
- Lee Child: Der Spezialist. München 2021.

- Eric Clark: Freund oder Feind. München 1986.
- Eric Clark: Die fünfte Geisel. München 1988.
- Eric Clark: Der Mann im Netz. München 1985.
- Hal Clement: Botschafter von den Sternen. München 1966.
- Hal Clement: Unternehmen Schwerkraft. München 1968.
- Bill Clinton und James Patterson: Die Tochter des Präsidenten Hamburg 2021.
- Richard Collier: Der Krieg in der Wüste. Amsterdam 1980.
- Larry Collins: Der schwarze Adler. München 1997.
- Stephen Coonts: Angriff bei Nacht. München 1994.
- Stephen Coonts: Der Minotaur. München 1993.
- Stephen Coonts: Die Stunde der Jäger. München 1990.
- Edmund Cooper: Die Söhne des Alls. München 1965.
- Edmund Cooper: Unter den Strahlen von Altair. München 1968.
- Basil Copper: Die bombensichere Erbschaft. München 1976.
- Basil Copper: Ein Bourbon für die Nerven. München 1976.
- Basil Copper: Der dunkle Spiegel. München 1972.
- Basil Copper: In schlechter Gesellschaft. München 1976.
- Basil Copper: Die Mauer des Schweigens. München 1975.
- Edwin Corley: Helden sind gefährlich. Bern [u. a.] 1971.
- George Harmon Coxe: Blitzlicht und Schatten. München 1972.
- George Harmon Coxe: Foto-Finish. München 1973.
- George Harmon Coxe: Hochzeitsreise in den Tod. München 1973.
- George Harmon Coxe: Striptease mit Revolver. München 1975.
- George Harmon Coxe: Der Tod eines Spielers. München 1969.
- A. J. Cross: Kalter Schlaf. München 2013.
- Marten Cumberland: Die Waffe einer Frau. München 1970.
- Dorothy Daniels: Schatten im Zimmer. München 1968.
- John Darnton: Tal des Lebens. München 1996.
- John Darnton: Zwillingspark. München 2001.
- Sammy Davis: Warum ich?. München 1989 (übersetzt zusammen mit Ralf Thenior).
- Jeffery Deaver: Schule des Schweigens. München 1996.
- Michael Delving: Das Geheimnis der 13 Stühle. München 1972.
- Michael Delving: Schwer wie Blei. München 1976.
- Michael Delving: Der Tod des Gärtners. München 1972.
- Nelson DeMille: Goldküste. München 1998.
- Nelson DeMille: Rückkehr nach Spencerville. München 1995.
- Nelson DeMille: Die Tochter des Generals. München 1992.
- August Derleth (Hrsg.): Paradies II. München 1970.
- Die Deutsche Luftwaffe im 2. Weltkrieg. Bindlach 2001.
- Patrick Dolan: Heißes Blut. München 1970.
- Stephen R. Donaldson: Die Chroniken von Thomas Covenant. Die Pfade des Schicksals. München 2011.
- Stephen R. Donaldson: Die Chroniken von Thomas Covenant. Die Rückkehr des Zweiflers. München 2009.
- Stephen R. Donaldson: Die Chroniken von Thomas Covenant. Die Runen der Erde. München 2006.
- Warwick Downing: Krummer Bulle. München 1975.
- Davis Dresser: Heiße Ware aus Haifa. München 1975.
- William Murdoch Duncan: Rotes Eis. München 1973.
- Francis Durbridge: Keiner kennt Curzon. München 1971.
- Francis Durbridge: Die Kette. München 1982.
- Francis Durbridge: Wie ein Blitz. München 1972.
- Clive Eagleton: Der einsame Kampf. München 1975.
- John T. Edson: Verwischte Spuren. München 1972.
- Dennis Eisenberg: Der König der Mafia. München 1980.
- Harlan Ellison: 15 Science-Fiction-Stories. München 1970.
- Lisa Endlich: Goldman Sachs. München 2000.
- Philip José Farmer: Die Irrfahrten des Mr. Green. München 1968.
- Anthony H. Farrar-Hockley: Kurt Student. Rastatt 1983.
- Siegfried Fischbacher: Siegfried & Roy. München 1992.
- Robert L. Fish: Die 10-$-Wette. München 1977.
- Constantine Fitzgibbon: London brennt. Rastatt 1982.
- Joan Margaret Fleming: Hetzjagd. München 1970.
- Pat Flower: Eine Rose weniger. München 1972.
- Alan Folsom: Des Teufels Kardinal. München 1999.
- Colin Forbes: Das Double. München 1986.
- Colin Forbes: Fangjagd. Zürich u. a. 1985.
- Nicholas Forde: Per Eilboten. urgent, München 1976.
- Frederick Forsyth: Die Faust Gottes. München 1994.
- Frederick Forsyth: Das Phantom von Manhattan. München 2000.
- Frederick Forsyth: Das schwarze Manifest. München 1996.
- Frederick Forsyth: Des Teufels Alternative. München u. a. 1979.
- Noble Frankland: Die Bomberoffensive. Rastatt 1984.
- Eugene Franklin: Giftige Pilze. München 1974.
- Eugene Franklin: Die heiße Spur. München 1975.
- Max Franklin: Mord nach Art des Hauses. München 1979.
- Michael Fry: Der Wüstenfuchs. Rastatt 1983.
- Robin Furth: Der dunkle Turm 1. Stuttgart 2008.
- Robin Furth: Der dunkle Turm 2. Der lange Heimweg. Stuttgart 2009.
- Robin Furth: Der dunkle Turm 3. Verrat. Stuttgart 2010.
- Robin Furth: Der dunkle Turm 4. Der Untergang Gileads. Stuttgart 2011.
- Robin Furth: Der dunkle Turm 5. Die Schlacht am Jericho Hill. Stuttgart 2011.
- Robin Furth: Das Tor zu Stephen Kings „Dunklem Turm“ 1. I–IV. München 2004.
- Robin Furth: Das Tor zu Stephen Kings „Dunklem Turm“ 2. V–VII. München 2008.
- Earle Stanley Gardner: Kleine Fische zählen nicht. München 1978.
- John Gardner: Die Ehre des Mr. Bond. München 1987.
- John Gardner: Operation Eisbrecher. München 1986.
- Robert Galbraith: Der Ruf des Kuckucks München 2013 (übersetzt zusammen mit Christoph Göhler und Kristof Kurz).
- Robert Galbraith: Der Seidenspinner München 2014 (übersetzt zusammen mit Christoph Göhler und Kristof Kurz).
- Robert Galbraith: Die Ernte des Bösen München 2016 (übersetzt zusammen mit Christoph Göhler und Kristof Kurz).
- Robert Galbraith: Weißer Tod München 2018 (übersetzt zusammen mit Christoph Göhler und Kristof Kurz).
- Robert Galbraith: Böses Blut München 2020 (übersetzt zusammen mit Christoph Göhler und Kristof Kurz).
- Neely D. Gardner: Sinnvoll delegieren. München 1967.
- Rosemary Gatenby: Die Lust zu töten. München 1972.
- Rosemary Gatenby: Die Stimme des Blutes. München 1975.
- G. D. Gearino: Der Klang der Stille. München 1998.
- Bil Gilbert: Die Wegbereiter. Amsterdam 1979.
- Michael Gilbert: Das Grab an der Themse. München 1972.
- John Godey: Abfahrt Pelham 1 Uhr 23. Bern [u. a.] 1973.
- Goldmann-Zahlen-Report. München 1980.
- Dominick Graham: Die Schlacht um Monte Cassino. Rastatt 1983.
- John Alexander Graham: Es liegt in der Luft. München 1972.
- Gerald Green: Brüder und doch Fremde. Bayreuth 1981.
- Anthony Grey: Die Himmelfahrtsmillionen. Bern [u. a.] 1975.
- David H. Hackworth: Der Preis der Ehre. München 2001.
- Arthur Hailey: Der Ermittler. München 1997.
- Richard P. Hallion: Konstrukteure und Testpiloten. Amsterdam 1984.
- Donald Hamilton: Matt Helm im Netz. Bern [u. a.] 1975.
- Donald Hamilton: Wenn alle Stricke reißen. München 1972.
- Edmond Hamilton: Die Heimat der Astronauten. München 1964.
- William Harrington: Der große Coup. München 1975.
- Harry Harrison: Agenten im Kosmos. München 1966.
- Harry Harrison: Die Barbarenwelt. München 1969.
- Harry Harrison: Der Planeten-Retter. Bergisch Gladbach 1986.
- Harry Harrison: Retter einer Welt. München 1965.
- Harry Harrison: Die Sklavenwelt. München 1966.
- Harry Harrison: Die Todeswelt. München 1966.
- William Harrison: Pretty Baby. München 1978.
- Frank Harvey: Bomben auf Vietnam. München 1968.
- Ben Healey: Verwaschene Spuren. München 1975.
- Robert A. Heinlein: Entführung in die Zukunft. München 1971.
- Robert A. Heinlein: Ein Mann in einer fremden Welt. München 1970.
- Robert A. Heinlein: Revolte auf Luna. München 1969.
- Frank Herbert: Atom-U-Boot S 1881. München 1967.
- Frank Herbert: Der Wüstenplanet. München 1967.
- Gérard Herzog: Die Wand. Bern [u. a.] 1980.
- Christopher Hibbert: Mussolini. Rastatt 1983.
- Hal Hickman: Junggesellenparty. München 1978.
- Jack Higgins: Der Ire. München 1983.
- Jack Higgins: Kerzen für die Toten. München 1971.
- Jack Higgins: Der Tag. an dem John Dillinger starb, Bern u. a. 1987.
- Will Hill: Department 19. Die Wiederkehr. Köln 2013.
- Tony Hillerman: Der Kojote wartet. München 1992.
- Burt Hirschfeld: Bonnie und Clyde. München 1968.
- Dolores Hitchens: Die Baxter-Briefe. München 1971.
- Dolores Hitchens: Die Schuld der alten Lady. München 1970.
- Clair Huffaker: Rio Conchos. München 1970.
- Jack Dayton Hunter: Ein Fall für Dex. München 1971.
- Jared Ingersol: Tod mit vertauschten Rollen. München 1972.
- Edward Jablonski: Amerika im Luftkrieg. Amsterdam 1983.
- Donald Dale Jackson: Die Ballonfahrer. Amsterdam 1981.
- Donald Dale Jackson: Die Forscher und Entdecker. Amsterdam 1984.
- Gary Jennings: Am Ende aller Träume. München 1970.
- Hamilton Jobson: Der Schatten hat viele Augen. München 1972.
- Hamilton Jobson: Der sicherste Beweis. München 1975.
- Dennis Feltham Jones: Implosion. München 1970.
- Dennis Feltham Jones: Der Sturz von Colossus. München 1975.
- Geoffrey Jukes: Panzer vor Moskau. Rastatt 1984.
- Geoffrey Jukes: Stalingrad. Rastatt 1982.
- Marvin Kaye: Der stille Teilhaber. München 1975.
- John Keegan: Der Fall Barbarossa. München 1981.
- Day Keene: Welt ohne Frauen. München 1970.
- Frances Keinzley: Rache für Deborah. München 1970.
- Paul Kennedy: Der Kampf im Pazifik. München 1981.
- Stephen King: Die Arena. München 2009.
- Stephen King: Der Anschlag. München 2011.
- Stephen King: Der dunkle Turm 5. Wolfsmond. München 2003.
- Stephen King: Der dunkle Turm 6. Susannah. München 2003.
- Stephen King: Der dunkle Turm 7. Der Turm. München 2004.
- Stephen King: Der dunkle Turm 8. Wind. München 2013.
- Stephen King: Love. München 2006.
- Stephen King: Das Mädchen. München 2000.
- Stephen King: Puls. München 2006.
- Stephen King: Das schwarze Haus. München 2002.
- Stephen King: Wahn. München 2008.
- Stephen King: Zwischen Nacht und Dunkel. München 2010.
- Bill Knox: Ins Feuer mit der Hexe. München 1971.
- Bill Knox: Mord auf Malta. München 1972.
- Bill Knox: Sturmflut. München 1972.
- Hansjoachim W. Koch: Hitlerjugend. München 1981.
- Laird Koenig: Ein langes Wochenende lang. München 1982.
- Dean R. Koontz: Der Schutzengel. Wien [u. a.] 1990.
- Paul Kruger: Der Koffer unter der Brücke. München 1972.
- Marvyn Lane: Katrina. München 1970.
- Edwin Lanham: Geheimversteck im Central Park. München 1970.
- Keith Laumer: Das große Zeitabenteuer. München 1968.
- Keith Laumer: Im Banne der Zeitmaschine. München 1966.
- James Leasor: Steine aus Hongkong. Bern [u. a.] 1974.
- Fritz Leiber: Wanderer im Universum. München 1967.
- Murray Leinster: Das Ende der Galaxis. München 1969.
- Roy Lewis: An jedem Finger zwei. München 1970.
- Elizabeth Linington: Alles Böse zu Weihnachten. München 1974.
- Elizabeth Linington: An einem Montag im März. München 1975.
- Elizabeth Linington: Inferno Los Angeles. München 1975.
- Elizabeth Linington: Poker mit Joker. München 1975.
- Elizabeth Linington: Die Straße der Vergeltung. München 1970.
- Alison Littlewood: Winters Herz. Köln 2013.
- F. R. Lockridge: Gemischtes Doppel. München 1974.
- F. R. Lockridge: Glut unter der Asche. München 1973.
- F. R. Lockridge: Ein Landhaus in New Jersey. München 1971.
- F. R. Lockridge: Lautlos wie ein Pfeil. München 1971.
- F. R. Lockridge: Mord nach Rezept. München 1971.
- F. R. Lockridge: Schatten auf dem Weg. München 1970.
- F. R. Lockridge: Sterben wie Seneca. München 1973.
- F. R. Lockridge: Ein Webfehler im Alibi. München 1970.
- Phillips Lore: Münzen. Mord und Marzipan, München 1977.
- H. P. Lovecraft: 12 Gruselstories. München 1965.
- Delos Wheeler Lovelace: King Kong. München 1968.
- Robert Ludlum: Die Ambler-Warnung. München 2007 (übersetzt zusammen mit Violeta Topalova).
- Robert Ludlum: Die Bancroft-Strategie. München 2007.
- Robert Ludlum: Der Bourne-Betrug. München 2009.
- Robert Ludlum: Das Bourne-Vermächtnis. München 2006.
- Robert Ludlum: Der Tristan-Betrug. München 2005.
- John Lukacs: Die Entmachtung Europas. Stuttgart 1978.
- Charles MacDonald: Die Fallschirmjäger. Rastatt 1984.
- John D. MacDonald: Herrscher der Galaxis. München 1967.
- John D. MacDonald: Planet der Träumer. München 1969.
- Roy D. Mackay: Neuguinea. Amsterdam 1980.
- Donald MacKenzie: Fünf Drachen aus Jade. München 1975.
- Donald MacKenzie: Der Kamikaze-Killer. München 1978.
- Alistair MacLean: Das Geheimnis der San Andreas. Hamburg 1985.
- Angus MacVicar: Affäre goldene Venus. München 1973.
- Arthur Maling: Die Komplizin. München 1976.
- Arthur Maling: Mord ist nicht steuerfrei. München 1972.
- Roger Manvell: Hermann Göring. Rastatt 1983.
- Roger Manvell: Die Herrschaft der Gestapo. Rastatt 1982.
- John Marriott: Batman. München 1989.
- William Marshall: Der Kino-Killer. München 1977.
- Ian Kennedy Martin: Regan und die Akte Manhattan. München 1976.
- David Mason: Das IRIS-Projekt. München 1998.
- Peter Masters: Kommando der Verfolgten. München 1999.
- Richard Matheson: Der dritte Planet. München 1965 (übersetzt zusammen mit Werner Kortwich).
- Clayton Matthews: Treulos. München 1972.
- Colette McBeth: Zorneskalt. München 2014.
- William P. McGivern: Die Entführung des Ministers. München 1974.
- J. T. McIntosh: Einer von 300. München 1970.
- J. T. McIntosh: Sechs Tore zur Hölle. München 1969.
- J. T. McIntosh: Die Überlebenden. München 1969.
- Hugh McLeave: Das Wunder der Herzchirurgie. München 1968 (übersetzt zusammen mit Maria Felsenreich).
- Andy McNab: Doppeltes Spiel. München 2001.
- Andy McNab: Eingekreist. München 2002.
- Andy McNab: Ferngesteuert. München 1999.
- Andy McNab: Tödlicher Einsatz. München 2004.
- Andy McNab: Verbrannte Spuren. München 2002.
- Thomas Patrick McMahon: Mord im toten Winkel. München 1975.
- John Michell: Das rechnende Pferd von Elberfeld und andere Rätsel aus der Welt der Tiere. Düsseldorf [u. a.] 1983.
- John Michell: Die Welt steckt voller Wunder. Düsseldorf u. a. 1979.
- Russell Miller: Die Sowjetunion im Luftkrieg. Amsterdam 1984.
- Scott Mitchell: Eine messerscharfe Sache. München 1969.
- Gwen Moffat: Jack the Ripper brauchte sechs. München 1975.
- Helmuth W. Mommers, Arnulf D. Krauss (Hrsg.): Die Nacht der zehn Milliarden Lichter. München 1967.
- Marcel Montecino: Kalt wie Gold. München 1990.
- Marcel Montecino: Riskantes Spiel. München 1997.
- Valerie Moolman: Frauen in der Luft. Amsterdam 1982.
- Valerie Moolman: Der Weg nach Kitty Hawk. Amsterdam 1981.
- Robin Moore: Bitterer Zucker. München 1968.
- Sam Moskowitz, Roger Elwood (Hrsg.): Der Robotspion. München 1969.
- Mary Muller: Begegnung im Morgengrauen. München 1973.
- Luis E. Navia: Das Abenteuer Universum. Wien [u. a.] 1977.
- Luis E. Navia: Unsere Wiege steht im Kosmos. Wien u. a. 1976.
- Richard Neely: Du bist Marriott. München 1971.
- Helen Nielsen: Gründ wie Smaragde. München 1971.
- Helen Nielsen: Mord ist ansteckend. München 1970.
- William F. Nolan (Hrsg.): Die Anderen unter uns. München 1968.
- Leopold Horace Ognall: Der Dreier-Bluff. München 1975.
- Leopold Horace Ognall: Ende der Flitterwochen. München 1975.
- Leopold Horace Ognall: Etwas bitter im Geschmack. München 1971.
- Leopold Horace Ognall: Falscher Glanz und echte Steine. München 1975.
- Leopold Horace Ognall: Das ferngelenkte Alibi. München 1970.
- Leopold Horace Ognall: Gegen die Uhr. München 1975.
- Leopold Horace Ognall: Die längste Nacht. München 1976.
- Leopold Horace Ognall: Notausstieg. München 1975.
- Leopold Horace Ognall: Die Tränen kommen zu spät. München 1973.
- Roger Ormerod: Mörder ans Telefon. München 1975.
- Roger Ormerod: Der Schlüssel für die Tat. München 1975.
- Ray Owen: Nerven wie Drahtseil. München 1970.
- Tom Pace: Zerreißprobe. München 1971.
- Lewis Padgett: Die Mutanten. München 1966.
- Robert B. Parker: Tote träumen nicht. München 1991.
- Richard North Patterson: Verurteilt. München 1994.
- Michael Pereira: Der Stachel der Hornisse. München 1974.
- Thomas Perry: Auf der Spur des Wolfs. München 2001.
- Barrie Pitt: Die Schlacht im Atlantik. Amsterdam 1979.
- Kin Platt: Spiel. Satz und Tod, München 1975.
- Petru Popescu: Die Vergessenen von Eden. München 1997.
- Richard Posner: Der Mafia-Mann. Bern [u. a.] 1975.
- Stanley Pottinger: Der vierte Beweis. München 1997.
- Jean Potts: Die Frau des Partners. München 1971.
- Anthony Price: Die Bombe. München 1973.
- David Pryce-Jones: Wien. Amsterdam 1978.
- H. J. Quartermain: Die Nacht. als Janet Harker starb, München 1970.
- Patrick Quinn: Blick hinter die Maske. München 1971.
- David Ramus: Diebe des Lichts. München 1996.
- James Randi: Lexikon der übersinnlichen Phänomene. München 2001.
- Rick Raphael: Die fliegenden Bomben. München 1967.
- Charles Raw: Gebt uns Euer Geld. wir machen Euch reich, München [u. a.] 1971.
- Willo Davis Roberts: Kesseltreiben. München 1977.
- James Ross: Im Namen der Menschheit. München 1973.
- Jonathan Ross: Bis zum roten Strich. München 1972.
- Jonathan Ross: Striptease in schwarz. München 1974.
- Robert Rostand: Die Killer-Elite. München 1974.
- Philippe de Rothschild: Vive la vie. München 1984 (übersetzt zusammen mit Albrecht Pabst).
- Eric Frank Russell: Agenten der Venus. München 1970.
- John Sandford: Die Schule des Todes. München 1990.
- Kees Scherer: Griechenland. München 1967.
- Kees Scherer: Holland. München 1967.
- Kees Scherer: Süditalien. München 1967.
- Margaret Scherf: Der Mörder bleibt über Nacht. München 1971.
- Jack Denton Scott: Elefantengras. München 1969.
- Mary Scott: Übernachtung. Frühstück ausgeschlossen, München 1981.
- Sterling Seagrave: Die Glücksritter. Amsterdam 1982.
- Bob Shaw: Die Antikriegs-Maschine. München 1972.
- Sidney Sheldon: Das Imperium. Köln 1992.
- Sidney Sheldon: Die letzte Verschwörung. München 1992.
- Sidney Sheldon: Die Mühlen Gottes. München 1988.
- Sidney Sheldon: Schatten der Macht. München 1990.
- Daniel Silva: Der Auftraggeber. München [u. a.] 2001.
- Daniel Silva: Der Botschafter. München u. a. 2000.
- Daniel Silva: Der Engländer. München u. a. 2003.
- Daniel Silva: Gotteskrieger. München u. a. 2011.
- Daniel Silva: Der Hintermann. München u. a. 2013.
- Daniel Silva: Die Loge. München u. a. 2005.
- Daniel Silva: Der Maler. München u. a. 2000.
- Daniel Silva: Der Oligarch. München u. a. 2011.
- Daniel Silva: Die Rembrandt-Affäre. München u. a. 2010.
- Daniel Silva: Der Schläfer. München u. a. 2007.
- Daniel Silva: Das Terrornetz. München u. a. 2008.
- Daniel Silva: Der Zeuge. München u. a. 2006.
- Daniel Silva: Der Geheimbund. München u. a. 2021.
- Robert Silverberg: Stürme auf Siros. München 1971.
- Clifford D. Simak: Mann aus der Retorte. München 1968.
- Joshua Sinclair: Shaka Zulu. München 1986.
- Frank G. Slaughter: In seinem Auftrag. München 1980.
- Don Smith: Rhapsodie der Gewalt. Bern [u. a.] 1977.
- Don Smith: Treibjagd in den Tod. Bern u. a. 1991.
- Don Smith: Volle Pulle. Bern u. a. 1976.
- Edward E. Smith: Die Ersten der Galaxis. München 1969.
- George Henry Smith: Aufstand der Maschinen. München 1969.
- Martin Cruz Smith: Gorki-Park. Bern [u. a.] 1982.
- Martin Cruz Smith: Los Alamos. Bern u. a. 1987.
- Wilbur A. Smith: In den Fängen des Fuchses. München 1995.
- Aaron Marc Stein: Ein Goldfisch unter Haien. München 1978.
- Sol Stein: Ein Hauch von Verrat. Zürich 1988.
- Rafael Steinberg: Die Gegenoffensive im Pazifik. Amsterdam 1980.
- Richard Martin Stern: Die Himmelsmaschine. München 1978.
- Richard Martin Stern: Die Söhne. München 1981.
- Richard Martin Stern: Der Turm. Bern u. a. 1974.
- James W. Stock: Der Kampf um Tobruk. Rastatt 1982.
- Bram Stoker: Dracula. München 1967.
- Bram Stoker: Draculas Gast. München 1968.
- Theodore Sturgeon: Das Milliarden-Gehirn. München 1965.
- Ogden Tanner: Die Kanadier. Amsterdam 1978.
- Ogden Tanner: Streß. Amsterdam 1977.
- Ogden Tanner: Die Wildnisse Neuenglands. Amsterdam 1977.
- Craig Thomas: Der Habicht. Zürich 1987.
- Craig Thomas: Der Maulwurf. der Löwe und der Bär, Zürich u. a. 1986.
- Walter Hugh Thomas: Der Mord an Rudolf Heß. München 1979.
- Reginald W. Thompson: Die Invasion. München 1982.
- Eric Trimmer: Ein Baby unterwegs. Düsseldorf [u. a.] 1975 (übersetzt zusammen mit Petra Bergner).
- Edwin C. Tubb: Rückkehr zur Erde. München 1970.
- Wilson Tucker: Das Jahr der stillen Sonne. München 1972.
- Leon Uris: Insel der Freiheit. Berlin 1995.
- Alfred Elton van Vogt: Slan. München 1967.
- Alfred Elton Van Vogt: Das unheimliche Raumschiff. München 1966.
- Alfred Elton Van Vogt: Die Waffenhändler von Isher. München 1967.
- Alfred Elton Van Vogt: Die Waffenschmiede von Isher. München 1967.
- Jack Vance: Start ins Unendliche. München 1968.
- Kurt Vonnegut: Das höllischeSystem. München 1964.
- Robert Wade: Ein Hai an der Angel. Bern [u. a.] 1972.
- John Wainwright: Das Empfangskomitee. München 1975.
- John Wainwright: Vorsatz gehört zum Mord. München 1975.
- Jonathan Walker: Intrigen um Dr. med. Baker. München 1968.
- Michael Walsh: Für immer Casablanca. München 1998.
- James Webb: Wie Bambus im Wind. München 2001.
- Alan White: Stundenplan des Todes. München 1976.
- Lionel White: Giftige Träume. Bern [u. a.] 1976.
- Collin Wilcox: Hinter der Fassade. München 1972.
- Collin Wilcox: Ich übernehme die Verantwortung. München 1972.
- Brad Williams: Mord in Chinatown. München 1975.
- Richard L. Williams: Die Nordwestküste Amerikas. Amsterdam 1977.
- Colin Wilson: Alles für die Kundschaft. München 1974.
- Francis Paul Wilson: Die Kommission. München 1997.
- Francis Paul Wilson: Die Prüfung. München 1995.
- Richard Wilson: Zwölf Schritte in eine bessere Welt. München 1974.
- Roderick Wilson: Ein Haar im Whisky. München 1970.
- Peter Wood: Die Inselwelt der Karibik. Amsterdam 1979.
- Alan Wykes: Reichsführer SS Himmler. München 1981.
- Alan Wykes: Reinhard Heydrich. Rastatt 1982.
- Warren R. Young: Die Hubschrauber. Amsterdam 1983.
- Earl F. Ziemke: Die Schlacht um Berlin. Rastatt 1982.

### Reihen
Alle im Wilhelm Heyne-Verlag erschienen
The Magazine of Fantasy & Science Fiction
(Als Herausgeber und Übersetzer)
- Die Maulwürfe von Manhattan (Band 15), 1966
- Die Menschenfarm (Band 16), 1966
- Grenzgänger zwischen den Welten (Band 17), 1967
- Die Kolonie auf dem 3. Planeten (Band 18), 1967
- Welt der Illusionen (Band 19), 1967
- Mord in der Raumstation (Band 20), 1968
- Flucht in die Vergangenheit (Band 21), 1968
- Im Angesicht der Sonne (Band 22), 1969
- Am Tag vor der Ewigkeit (Band 23), 1969
- Der letzte Krieg (Band 24), 1969
- Planet der Selbstmörder (Band 25), 1970
- Am Ende aller Träume (Band 26), 1970
- Das Schiff der Schatten (Band 27), 1970
- Stürme auf Siros (Band 28), 1971
- Der verkaufte Planet (Band 29), 1971
- Planet der Frauen (Band 30), 1971
- Als der Wind starb (Band 31), 1972
- Welt der Zukunft (Band 32), 1972
- Sieg in der Kälte (Band 33), 1972
- Flug nach Murdstone (Band 34), 1973
- Ein Tag in Suburbia (Band 35), 1973
- Ein Pegasus für Mrs. Bullitt (Band 36), 1973
- Traumpatrouille (Band 37), 1974
- Der vierte Zeitsinn (Band 38), 1974
- Reisebüro Galaxis (Band 39), 1974
- Stadt der Riesen (Band 40), 1975
- Der Aufstand der Kryonauten (Band 41), 1975
- Insel der Krebse (Band 42), 1975 (übersetzt zusammen mit Elisabeth Riedt)

Heyne-Anthologien
- 10 Kriminalstories (1969)
- 12 Kriminalstories (1972)
- 13 Horror-Stories (1972)
- 11 Kriminalstories (1968)
- 11 Kriminalstories (1969)
- 9 Kriminalstories (1969)
- 9 Science-Fiction-Stories (1965)
- Science-Fiction-Stories 9. 15 Science-Fiction-Stories (1970)
- Science-Fiction-Stories 10. 15 Science-Fiction Stories (1970)

Ellery Queen’s Kriminalmagazin, Bände 37–51, München 1973–1975
Time-Life-Bücher
- Computer und das Weltall. Reihe Computer verstehen. Amsterdam 1989.
- Großbritannien. Reihe Länder der Erde. Amsterdam 1985.
- Life im Weltraum. Amsterdam 1985.
- Die Luftwaffe. Reihe Die Geschichte der Luftfahrt. Amsterdam 1982.
- Mexiko. Reihe Länder der Erde. Amsterdam 1985.
- Die Sowjetunion. Reihe Länder der Erde. Amsterdam 1984 (übersetzt zusammen mit Evelyn Voss).